# Хартахай, Александр Павлович
Александр Павлович Хартахай (1861 — после 1919) — зубной врач, общественный деятель, депутат Государственной думы I созыва от Ростова-на-Дону и Нахичевани.

## Биография
По отцу — грек, по матери — украинец («малоросс»). Учился в Варшавской гимназии, затем перевелся в Мариупольскую гимназию. В 1886 году окончил медицинский факультет Императорского Харьковского университета. Более двух лет служил врачом в Мариупольском земстве. В 1889 году — земский врач в селе Игнатьевка. Гласный мариупольского уездного земства, член ревизионной комиссии. Почётный мировой судья. Переехал в Ростов-на-Дону, где 16 лет работал дантистом.
В 1892—1893 годах основал и редактировал (совместно М. И. Балабановым) ежедневную газету «Ростовские известия» («Ростовские-на-Дону известия») — до закрытия цензурой вышло 220 номеров. Участвовал в деятельности местного Медицинского общества. Один из учредителей местного отдела Конституционно-демократической партии, сменил на посту его председателя И. Я. Когана, директора отделения Азовско-Донского банка.
От съезда городских избирателей 17 апреля 1906 года был избран в Государственную думу I созыва. Входил в Конституционно-демократическую фракцию. Подписал законопроект «42-х» по аграрному вопросу и законопроект «О собраниях». Выступал в прениях по аграрному вопросу и по поводу Белостокского погрома.
После того как 10 июля 1906 года подписал «Выборгское воззвание» был осуждён по ст. 129, ч. 1, п. п. 51 и 3 Уголовного Уложения, приговорён к 3 месяцам тюрьмы и лишён права быть избранным.
В 1917 году, 12—15 августа, участвовал в работе Государственного совещания в Москве.
Дальнейшая судьба неизвестна.

## Рекомендуемая литература
- Государственный архив Российской Федерации. — Фонд 523. Опись 1. Дело 205.
- Российский государственный исторический архив. Фонд 1278. Опись 1 (1-й созыв). Дело 88. Лист 3; Фонд 1327. Опись 1. 1905 год. Дело 141. Лист 116 оборот-117; Дело 143. Лист 36 оборот.